# World Music Award 2007
I World Music Award 2007 (19ª edizione) si sono tenuti a Monte Carlo il 4 novembre 2007.

## Premi speciali
- Outstanding contribution to R&B: Patti LaBelle
- Outstanding Contribution to Music: Céline Dion

## Entertainer of the Year
- Rihanna

## Vincitori

### DJ
- World's Best Selling DJ: David Guetta

### Internet
- World's Best Selling Internet Artist: Akon

### Latin
- World's Best Selling Latin Group: Maná

### New
- Best Selling New Artist: Mika

### Pop
- World's Best Selling Pop Female Artist: Rihanna
- World's Best Selling Pop Male Artist: Justin Timberlake

### Pop Rock
- World's Best Selling Pop Rock Female Artist: Avril Lavigne
- World's Best Selling Pop Rock Male Artist: Mika

### Rap Hip Hop
- World's Best Selling Rap Hip Hop Artist: 50 Cent

### R&B
- World's Best Selling R&B Female Artist: Beyoncé
- World's Best Selling R&B Male Artist: Akon

### Premi regionali
- Best Selling African Artist: Akon
- Best Selling American Artist: Justin Timberlake
- Best Selling Australian Artist: Silverchair
- Best Selling British Artist: Mika
- Best Selling Canadian Artist: Avril Lavigne
- Best Selling Chinese Artist: Jay Chou
- Best Selling Dutch Artist: Within Temptation
- Best Selling French Artist: Christophe Willem
- Best Selling German Artist: Cascada
- Best Selling Irish Group: U2
- Best Selling Italian Artist: Laura Pausini
- Best Selling Latin American Artist: Maná
- Best Selling Middle Eastern Artist: Amr Diab
- Best Selling Russian Artist: Serebro
- Best Selling Spanish Artist: Miguel Bosé
- Best Selling Scandinavian Artist: Nightwish